# Aurimas Lankas
Aurimas Lankas (Šiauliai, 7 de septiembre de 1985) es un deportista lituano que compite en piragüismo en la modalidad de aguas tranquilas.
Participó en los Juegos Olímpicos de Río de Janeiro 2016, obteniendo una medalla de bronce en la prueba de K2 200 m. Ganó dos medallas en el Campeonato Europeo de Piragüismo, en los años 2014 y 2015.

## Palmarés internacional
| Juegos Olímpicos   | Juegos Olímpicos         | Juegos Olímpicos  | Juegos Olímpicos |
| Año                | Lugar                    | Medalla           | Competición      |
| ------------------ | ------------------------ | ----------------- | ---------------- |
| 2016               | Río de Janeiro (Brasil)  | Medalla de bronce | K2 200 m         |
| Campeonato Europeo |                          |                   |                  |
| Año                | Lugar                    | Medalla           | Competición      |
| 2014               | Brandeburgo (Alemania)   | Medalla de plata  | K2 200 m         |
| 2015               | Račice (República Checa) | Medalla de bronce | K2 200 m         |